# Tổ Bật
Tổ Bật (chữ Hán:祖弼, bính âm: Zu Bi) là một nhân vật hư cấu trong tiểu thuyết lịch sử Tam Quốc diễn nghĩa của nhà văn La Quán Trung. Trong tiểu thuyết này, Tổ Bật được giới thiệu tại hồi 80 và là quan giữ ấn tín của Hán Hiến Đế. Lúc này các quan thần trong triều đòi phế bỏ Hán Hiến Đế để lập Tào Phi làm Hoàng Đế, cả quần thần triều đình đều hùa nhau chèn ép Hán Hiến Đế, duy chỉ có Tổ Bật chỉ là quan giữ ấn nhưng vẫn giữ tấm lòng trung với nhà Hán. Vì lý do này, Tổ Bật bị Tào Hồng sai võ sĩ lôi ra chém chết.

## Câu chuyện
Sau khi Tào Tháo chết, Tào Phi kế vị và nói rõ ý định soán ngôi, các quan thần trong triều như Hoa Hâm, Vương Lãng, Lý Phúc... đều hùa vào chèn ép Hán Hiến Đế đòi ra chiếu nhường ngôi và nộp ngọc tỷ truyền quốc. Hán Đế, rũ tay áo đứng dậy. Vương Lãng đưa mắt cho Hoa Hâm bước lên, lôi lấy vạt áo long bào, và hăm dọa "Ưng hay không ưng, hãy nói cho biết!" Vua run cầm cập không đáp lại được.
Tào Hồng, Tào Hưu rút gươm ra quát to lên rằng: "Quan giữ ấn đâu?". Tổ Bật hiên ngang bước ra nói: "Quan giữ ấn đây!". Tào Hồng bắt đưa ngọc tỉ ra, Tổ Bật mắng Tào Hồng và cả quần thần rằng: "Ngọc tỉ là đồ quý báu của thiên tử, đòi thế nào được?". Tào Hồng tức giận quát sai võ sĩ lôi Tổ Bật ra chém. Tổ Bật chửi mắng om sòm kỳ đến lúc chết mới thôi.
Sau La Quán Trung có thơ khen Tổ Bật rằng:
Gian đảng chuyên quyền, Hán đổ rồi,
Vẽ vời khéo đặt việc nhường ngôi.
Trăm quan một cánh về Tào cả,
Trung nghĩa duy còn Tổ Bật thôi!